# لورنزو (نبراسکا)
لورنزو (به انگلیسی: Lorenzo) یک منطقهٔ مسکونی در ایالات متحده آمریکا است که در نبراسکا واقع شده‌است. لورنزو ۱٬۳۳۸٫۰۹ متر بالاتر از سطح دریا واقع شده‌است.